# 1947-es cannes-i filmfesztivál
A 2. cannes-i filmfesztivál 1947. szeptember 12. és 25. között került megrendezésre, Georges Huisman francia történész elnökletével, az előző évhez képest szerényebb külsőségekkel és kevesebb díjjal. A filmes szakma morgolódott, hiszen a nyitáskor még nem fejeződött be a velencei Mostra, a fesztiválszervezőknek pedig kisebb háborút kellett vívnia egy-egy keresettebb filmért. A fesztivál neve is változott – kikerült belőle a „nemzetközi” jelző –, mivel a két fesztivál vezetői 1946 augusztusában megegyeztek, hogy kétévente felváltva rendeznek nemzetközi filmfesztivált, a köztes években pedig nemzeti jellegűt, amire meghívhatnak külföldi filmeket is. Mivel a megállapodás szerint 1947-ben a velenceit tervezték nemzetközinek, a cannes-i rendezvényt átkeresztelték cannes-i filmfesztiválra. Ugyanezen okból a népes, 21 tagú zsűriben is kizárólag franciák foglaltak helyet. Az egyezség titokban tartása azonban zavart okozott a nemzetközi filmes szakmai körökben, hiszen az előző évi rendezvény sikereinek folytatását várták, s a zsűri összetételén is megütköztek.
A fesztiválon bemutatkozott Ingmar Bergman forgatókönyvíró és filmrendező, a nevesebb rendezők közül pedig jelen volt Edward Dmytryk, Elia Kazan és természetesen Walt Disney a Dumbóval. A színészek közül olyan hírességek vonultak fel, mint Robert Mitchum (Kereszttűz), Vittorio Gassman (La figlia del capitano), Vittorio De Sica (Sperduti nel buio), Kirk Douglas Martha Ivers furcsa szerelme), valamint Gene Kelly, Fred Astaire és Judy Garland (Ziegfeld Follies).
Jávor Pál, Balázs Samu és Bánki Zsuzsa is látható volt Cannes-ban, az első magyar versenyfilmben, Keleti Márton A tanítónő című művében, melyet Bródy Sándor színművéből készített.
Az 1947. évi rendezvényre még kihatott a háború utáni hangulat, szinte kivétel nélkül politikai, vagy szociális témájú filmek kaptak elismerést: René Clément Az elátkozott hajó című filmje, Jacques Becker Párizs és a tavasza; sőt külön társadalmi film kategóriát alkottak Edward Dmytryk Kereszttűzének. Csupán Vincente Minnelli Ziegfeld Follies című zenés vígjátéka enyhített valamelyest a komorságon.
A díjnyertes játékfilmek mindegyikét bemutatták Magyarországon is.
1946-ban a cannes-i kaszinó kicsinek bizonyult a fesztivál megtartására, ezért erőltetett munkával új fesztiválpalotát építettek. A még teljesen be nem fejezett épület tetejét a fesztivál végén egy nagy vihar megrongálta, így a díjátadót kénytelenek voltak a kaszinóban megtartani. A már teljesen befejezett, Croisette-palotának elkeresztelt új építmény végül 33 évig szolgálta az eseményt.

## Zsűri
- Georges Huisman, zsűrielnök, történész –  Franciaország
- Alexandre Kamenka, filmproducer –  Franciaország
- Chosson, a francia Nemzeti Filmközpont (CNC) hivatalos képviselője –  Franciaország
- Escoute, Cannes város hivatalos képviselője –  Franciaország
- Georges Capriere, filmkedvelő –  Franciaország
- Georges Raguis, a szakszervezet hivatalos képviselője –  Franciaország
- Georges Rollin, színész –  Franciaország
- Henri Moret, filmkedvelő –  Franciaország
- Jean Gremillon, filmrendező –  Franciaország
- Jean Mineur, a CNC hivatalos képviselője –  Franciaország
- Jean Nery, kritikus –  Franciaország
- Joseph Dotti, filmkedvelő –  Franciaország
- Marc-Gilbert Sauvageon, forgatókönyvíró –  Franciaország
- Maurice Hille, filmkedvelő –  Franciaország
- Maurice Perisset, filmkedvelő –  Franciaország
- Raymond Borderie, a CNC hivatalos képviselője –  Franciaország
- Régis Roubin, filmkedvelő –  Franciaország
- René Sylviano, a francia zeneszerzők és zenemű-kiadók szervezetének (SACEM) hivatalos képviselője –  Franciaország
- René-Jeanne, kritikus –  Franciaország
- Robert Hubert, operatőr –  Franciaország
- Segalon, filmkedvelő –  Franciaország

## Nagyjátékfilmek versenye
- A tanítónő – rendező: Keleti Márton
- Antoine et Antoinette (Párizs és a tavasz)[5] – rendező: Jacques Becker
- Boomerang (Boomerang!) – rendező: Elia Kazan
- Crossfire (Kereszttűz) – rendező: Edward Dmytryk
- Dumbo (Dumbó) – rendező: Ben Sharpsteen
- Il delitto de Giovanni Episcopo (A Giovanni Episcopo-bűntény) – rendező: Alberto Lattuada
- Ivy – rendező: Sam Wood
- La colpa de la dolores – rendező: Benito Perojo
- La figlia del capitano – rendező: Mario Camerini
- La gata – rendező: Mario Soffici
- Les amants du pont Saint Jean (A Saint Jean-i szerelmesek) – rendező: Henri Decoin
- Les jeux sont faits – rendező: Jean Delannoy
- Les maudits (Az elátkozott hajó) – rendező: René Clément
- Marouf, le savetier du Caire – rendező: Jean Mauran
- Mine Own Executioner – rendező: Anthony Kimmins
- Paris 1900 (Paris 1900) – rendező: Nicole Védrès
- Possessed (Megszállott) – rendező: Curtis Bernhardt
- Skepp till India land (Hajóval Indiába) – rendező: Ingmar Bergman
- Sperduti nel buio – rendező: Camillo Mastrocinque
- The Chase – rendező: Seymour Nebenzahl
- The Jolson Story (The Jolson Story) – rendező: Alfred E. Green
- The Strange Love of Martha Ivers (Martha Ivers furcsa szerelme) – rendező: Lewis Milestone
- Två kvinnor – rendező: Arnold Sjöstrand
- Ziegfeld Folies (Ziegfeld Follies) – rendező: Vincente Minnelli

## Rövidfilmek versenye
- Aux portes du monde saharien – rendező: Robert Vernay
- Bianchi pascoli – rendező: Luciano Emmer
- Cacciatori sottomarini – rendező: Alliata
- Caravane boréale – rendező: Hugh Wallace
- Escale au soleil – rendező: Henri Verneuil
- Inondation en Pologne
- La petit république – rendező: Victor Vicas
- Le fondateur – rendező: Charles Dekeukeleire
- Les danseurs d'Echternach – rendező: Evy Friedrich
- L'Ile aux morts – rendező: Norman McLaren
- L'Oeuvre biologique de Pasteur – rendező: Jean Painlevé
- Rhapsodie de Saturne – rendező: Jean Image
- Risveglio di primavera – rendező: Pietro Francisi
- Symphonie berbère – rendező: André Zwobada
- Tea For Teacher – rendező: W.M. Larkins
- Visages nouveaux – rendező: Jim Beveridge

## Díjak

### Nagyjátékfilmek
- Nagydíj: nem ítélték oda
- Lélektani és szerelmes film díja: Antoine et Antoinette (Párizs és a tavasz)[5] – rendező: Jacques Becker
- Kaland- és bűnügyi film díja: Les maudits (Az elátkozott hajó) – rendező: René Clément
- Társadalmi film díja: Crossfire (Kereszttűz) – rendező: Edward Dmytryk
- Zenés vígjáték díja: Ziegfeld Follies (Ziegfeld Follies) – rendező: Vincente Minnelli
- Rajzfilm díja: Dumbo (Dumbó) – rendező: Walt Disney

### Rövidfilmek
- Nagydíj – dokumentumfilm: Inondation en Pologne